# Лондон, Ефим Семёнович
Ефи́м Семёнович Ло́ндон (Ефроим-Абель Шмуилович Лондон, 28 декабря 1868 (9 января 1869), Калвария, Кальварийский уезд, Сувалкская губерния, Царство Польское, Российская империя — 21 марта 1939, Ленинград, РСФСР, СССР) — российский патофизиолог, биохимик и радиобиолог, профессор (1924), заслуженный деятель науки РСФСР (1935).
Автор первой в мире монографии по радиобиологии («Радий в биологии и медицине», 1911). Разработал методику ангиостомии — наложения фистул на сосуды (1919), положившую начало прижизненному изучению обмена веществ в органах животного.

## Биография и научная деятельность

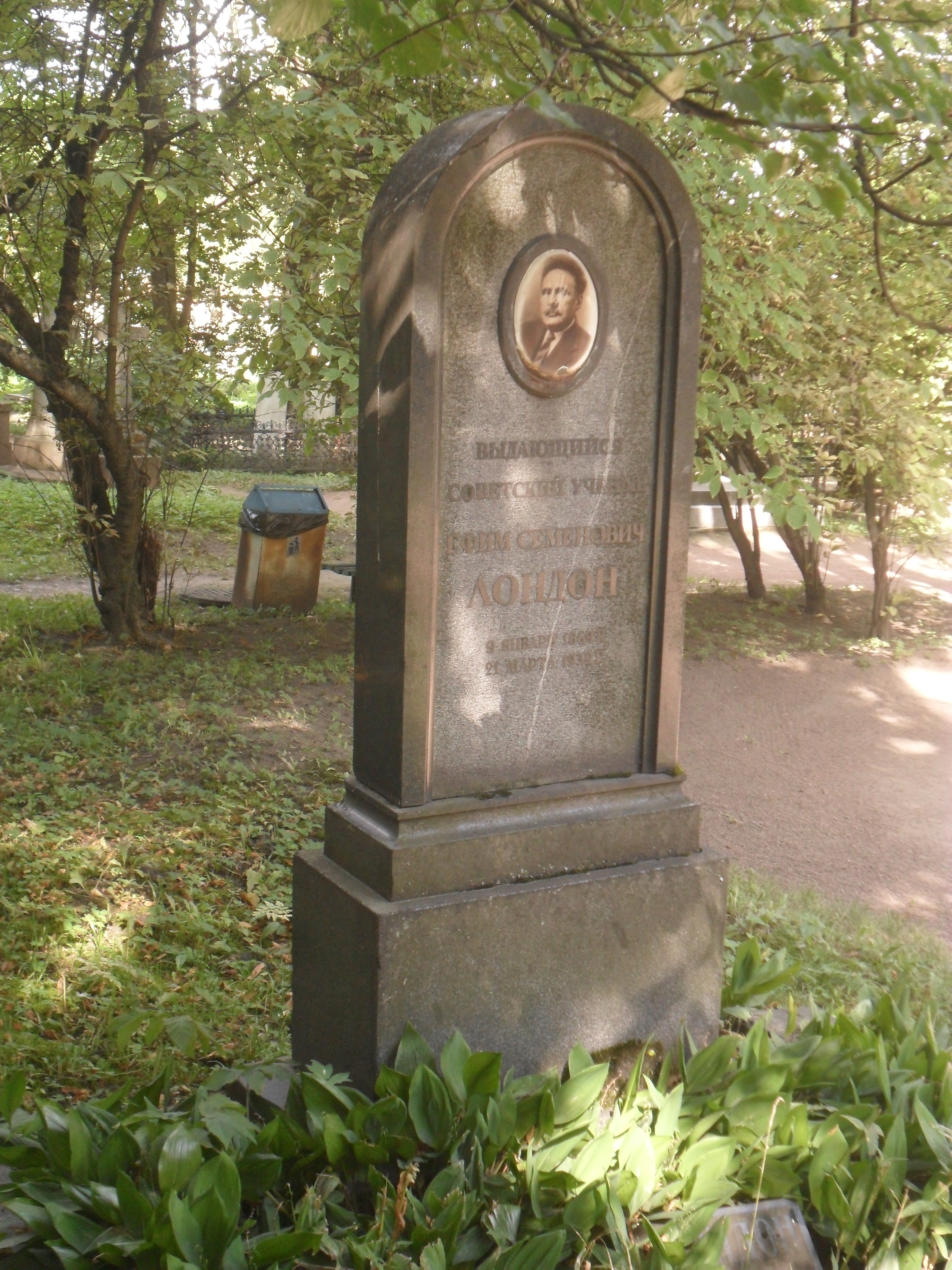
Могила Лондона на Литераторских мостках в Санкт-Петербурге.

Родился в городе Калвария (Литва). В 1883 году поступил в четвёртый класс Сувалкской третьей гимназии, которую окончил в 1888 году. В 1889 году поступил в Императорский Варшавский университет, где со второго курса стал заниматься экспериментальными исследованиями на кафедре общей патологии под руководством С. М. Лукьянова. С 1895 года и до конца жизни работал в Институте экспериментальной медицины.
Лондон в годы Первой мировой войны в течение двух лет (1914—1916) работал в бактериологических лабораториях при военных госпиталях под Ригой, а с 1916 года был переведен в лабораторию форта Александр I, где занимался разработкой приемов очистки токсина столбняка, так как противостолбнячная сыворотка была жизненно необходима для армии.
В 1921 году возглавил кафедру патологической физиологии Ветеринарного института; с 1924 — профессор Ленинградского государственного университета, с 1926 г. — Ленинградского Государственного института для усовершенствования врачей. Его основные работы посвящены действию рентгеновского и других видов излучений на растительные и животные объекты. Изучал также физиологию и биохимию пищеварения, всасывания, обмен веществ у животных. Разработал методику ангиостомии (с помощью этого метода было получено большое количество новых данных об углеводном, белковом, жировом и водно-электролитном обмене).
В 1928 году был избран заведующим первой в стране кафедры биохимии, открытой в ЛГУ, которой заведовал до конца жизни.
Возглавлял кафедру патологической физиологии Санкт-Петербургской педиатрической медицинской академии (ЛПМИ) в 1932—1938 годах.
Являлся почётным членом академии «Леопольдина» в Галле (1925), Гарвеевского общества в США (1928), Академии наук и искусств в Нью-Йорке (1929).
Скончался в 1939 году; похоронен на Литераторских мостках Волковского кладбища.
В 1939 году за предложенные методы ангиостомии и органостомии был номинирован на Нобелевскую премию по физиологии или медицине.

## Основные научные труды
- London E. S. Das Radium in der Biologie und Medizin. — Leipzig, 1911
- Курс общей биологии (1920)
- Радий и рентгеновские лучи (1923)
- Лондон Е. С., Крыжановский И. И. Борьба за долговечность / Проф. Е. С. Лондон и д-р И. И. Крыжановский. — Петроград: Путь к знанию, 1924. — 125 с. — (Науч.-попул. б-ка / Ред. проф. О.Д.Хвольсона ; Вып.2).
- Лондон Е. С., Крыжановский И. И. Жизнь и смерть / Проф. Е. С. Лондон и д-р И. И. Крыжановский. — Петроград: Акад. изд-во, 1925. — 110 с. — (Науч. б-ка ; № 21-22).
- Краткий учебник общей патологии (1925)
- Обмен веществ в животном организме (1932)
- Ангиостомия и обмен веществ (1935)
- Обмен веществ в организме животных и человека (1939, совместно с проф. Я. А. Ловцким)
- Лондон Е. С. Избранные труды : (К столетию со дня рождения Е. С. Лондона) / Под ред. действ. чл. АМН СССР проф. Д. А. Бирюкова; Акад. мед. наук СССР. — Л.: Медицина. Ленингр. отд-ние, 1968. — 392 с.

## Упоминание в литературе
В контексте размышлений о возможностях омоложения и преодоления старости по книгам «Борьба за долговечность» (1924) и «Жизнь и смерть» (1926), имя профессора Е. С. Лондона упоминается Лидией Гинзбург в эссе «Мысль, описавшая круг».